# Provinciale weg 443
De provinciale weg 443 (N443) is een provinciale weg in de provincie Zuid-Holland. De weg vormt een verbinding tussen Noordwijkerhout en de N208 ten noorden van Sassenheim. Ten zuiden van Noordwijkerhout heeft de weg een aansluiting op de N206 richting Haarlem en Leiden.
Het westelijke gedeelte van de weg, tussen Noordwijkerhout en de kruising met de N450 is uitgevoerd als tweestrooks-erftoegangsweg met een maximumsnelheid van 60 km/h. Het oostelijke deel van de weg tot aan de aansluiting op de N208 is uitgevoerd als tweestrooks-gebiedsontsluitingsweg met een maximumsnelheid van 80 km/h. In de gemeente Noordwijk draagt de weg de straatnaam 's-Gravendamseweg, in de gemeente Teylingen heet de weg Teylingerlaan en Carolus Clusiuslaan. De weg vormt een belangrijke doorgaande verbinding in de Duin- en Bollenstreek.
Tussen Noordwijkerhout en Sassenheim passeert de weg achtereenvolgens de overweg met de spoorlijn Haarlem - Leiden en de daaraan parallel verlopende Leidsevaart. Nabij Sassenheim bevindt zich ten zuiden van de weg het slot Teylingen.
N23 · N194 · N196 · N197 · N198 · N199 · N200 · N201 · N202 · N203 · N204 · N205 · N206 · N207 · N208 · N209 · N210 · N211 · N212 · N213 · N214 · N215 · N216 · N217 · N218 · N219 · N220 · N221 · N222 · N223 · N224 · N225 · N226 · N227 · N228 · N229 · N230 · N231 · N232 · N233 · N234 · N235 · N236 · N237 · N238 · N239 · N240 · N241 · N242 · N243 · N244 · N245 · N246 · N247 · N248 · N249 · N250 · N307

N401 · N402 · N403 · N404 · N405 · N406 · N407 · N408 · N409 · N410 · N411 · N412 · N413 · N414 · N415 · N416 · N417 · N418 · N419 · N420 · N421 · N439 · N440 · N441 · N442 · N443 · N444 · N445 · N446 · N447 · N448 · N449 · N450 · N451 · N452 · N453 · N454 · N455 · N456 · N457 · N458 · N459 · N460 · N461 · N462 · N463 · N464 · N465 · N466 · N467 · N468 · N469 · N470 · N471 · N472 · N473 · N474 · N475 · N476 · N477 · N478 · N479 · N480 · N481 · N482 · N483 · N484 · N487 · N488 · N489 · N490 · N491 · N492 · N493 · N494 · N495 · N496 · N497 · N498 · N501 · N502 · N503 · N504 · N505 · N505 (Andijk) · N506 · N507 · N508 · N509 · N510 · N511 · N512 · N513 · N514 · N515 · N516 · N517 · N518 · N519 · N520 · N521 · N522 · N523 · N524 · N525 · N526 · N527 · N806 · N830 · N848

Cursief vermelde wegen zijn voormalige Provinciale wegen